# Конструктор (професія)
Констру́ктор, авіаконструктор чи інженер-конструктор — особа, яка в підсумку процесу конструювання певного об’єкта техніки створює проєкт (наприклад, комплект креслень, технічний проєкт тощо), який повинен забезпечити можливість його виготовлення, збирання чи спорудження. Як правило, хоч і необов'язково, конструктор має інженерну або технологічну освіту.

## Етимологія та застосування терміна
Термін запозичено з нім. Konstrukteur через рос. конструктор, можливо, в часи індустріалізації, без істотної зміни тлумачення (пор. конструювання).
Практику широкого застосування терміна в Україні успадковано з радянських часів, коли він надзвичайно поширився як офіційна назва посади — наприклад, інженер-конструктор, генеральний конструктор тощо. Можливо, для цього були такі тому причини:
- доцільність (або необхідність) означити коло інженерів, що спеціалізуються саме на проєктуванні технічних об’єктів і систем на відміну від інших, які:
  - здійснюють проєктування споруд (будинки, мости...) — переважали серед інженерів царських часів, а пізніше (ХХ ст.) таких фахівців стали називати архітекторами;
  - спеціалізуються на експлуатації складної техніки чи організації (керуванні) виробництва — переважали серед «радянських» інженерів;

- політичні мотиви — відокремити «червоних» (вихованих уже за радянської влади) спеціалістів від інженерів, які отримали дореволюційну освіту, а тому є «старими спеціалістами», що заслуговують на значно менший рівень довіри.

Так чи інакше, усталився погляд, що конструктори — це «інтелектуальна еліта» інженерів, адже вони створюють нові зразки техніки, а це потребує інших (можливо, навіть більших) інтелектуальних здібностей порівняно з інженерами, які здійснюють випробування або експлуатацію техніки.

## Видатні українські конструктори
- Антонов Олег Костянтинович
- Івченко Олександр Георгійович
- Ігнатов Володимир Олексійович
- Калінін Костянтин Олексійович
- Карпачов Юрій Андрійович
- Корольов Сергій Павлович
- Кибальчич Микола Іванович
- Сікорський Ігор Іванович
- Люлька Архип Михайлович

## Суміжні професії
- Інженер
- Дизайнер